# Stazione di Vergiano
La stazione di Vergiano era una fermata ferroviaria posta lungo la ferrovia Rimini-Novafeltria, chiusa nel 1960, a servizio della frazione Vergiano di Rimini.
L'edificio fu in seguito adibito ad uso civile.